# Xantusia
Xantusia är ett släkte av ödlor som ingår i familjen nattödlor.

## Taxonomi
Arter enligt Catalogue of Life:
- Xantusia bezyi
- Xantusia bolsonae
- Xantusia henshawi
- Xantusia riversiana
- Xantusia sanchezi
- Xantusia vigilis

IUCN listar ytterligare 3 arter:
- Xantusia arizonae
- Xantusia extorris
- Xantusia gracilis

The Reptile Database förtecknar ännu fler arter:
- Xantusia gilberti
- Xantusia jaycolei
- Xantusia sherbrookei
- Xantusia sierrae
- Xantusia wigginsi